# Alain Chapel

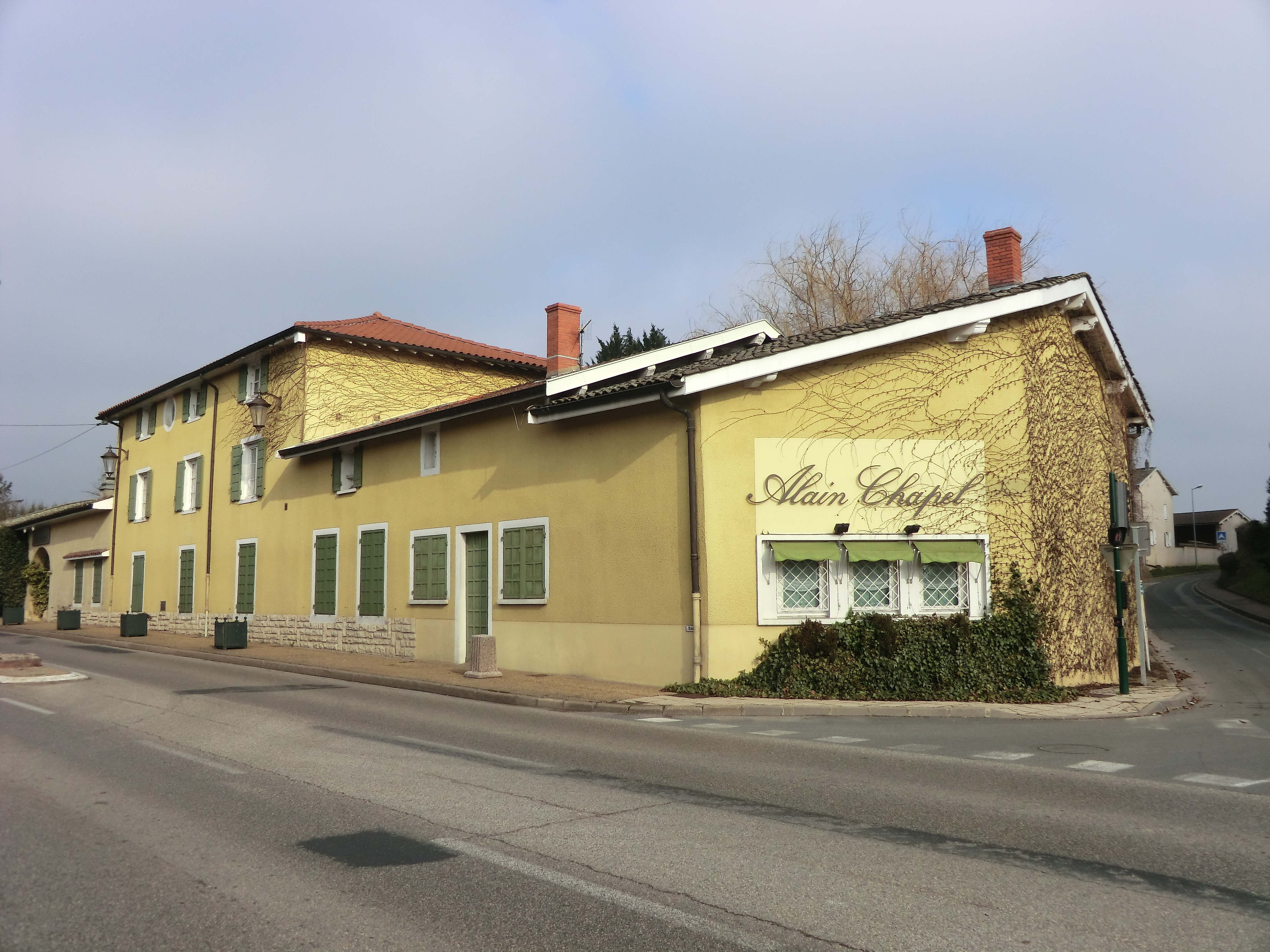
Restaurant Alain Chapel in Mionnay (2013)

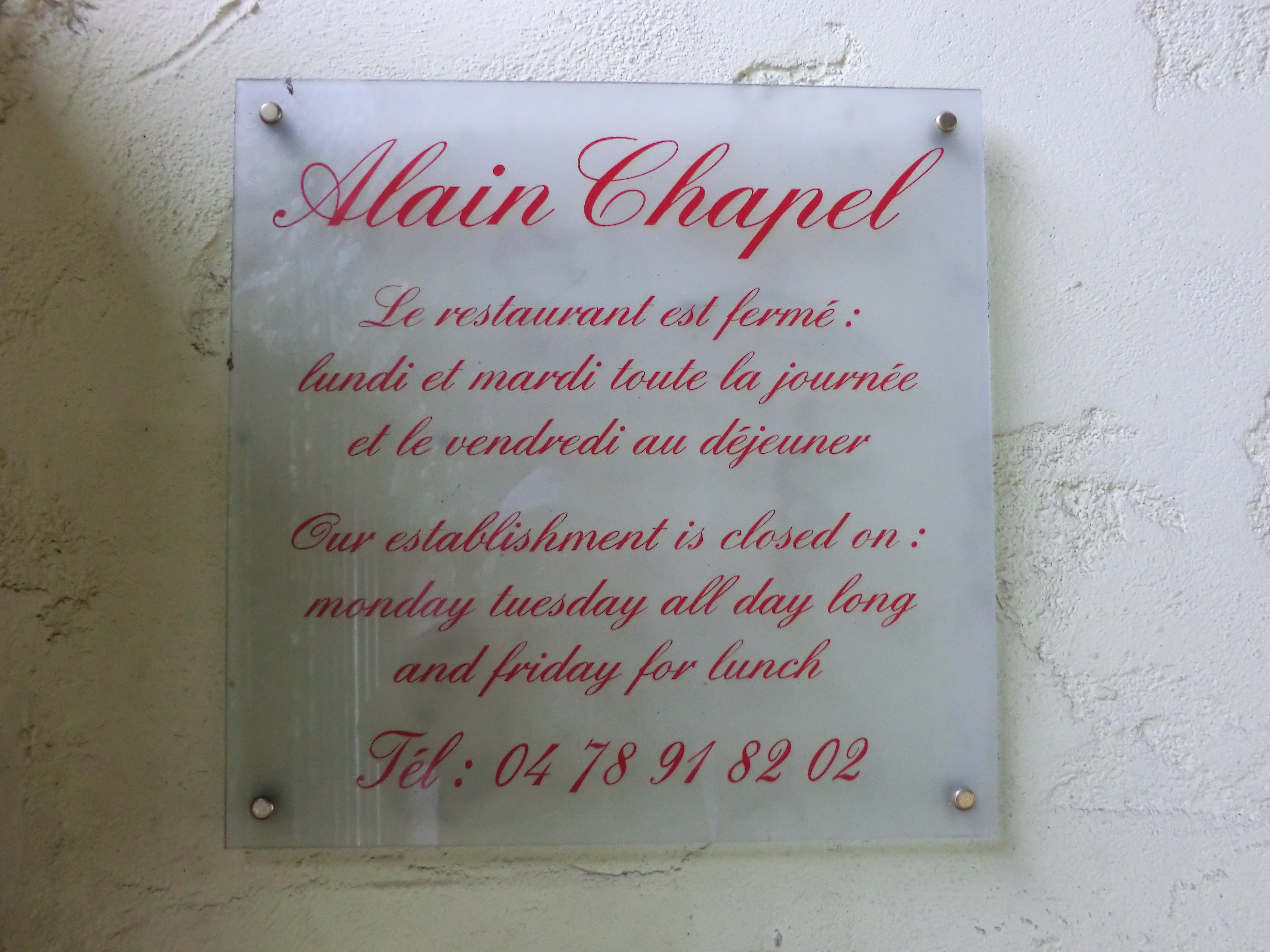
Schild des Restaurants mit Öffnungszeiten

Alain Chapel (* 30. Dezember 1937 in Lyon; † 10. Juli 1990 in Avignon) war ein französischer Koch, der als einer der Urheber der Nouvelle Cuisine bezeichnet wurde.

## Leben
Chapel war der Sohn eines Restaurantleiters. Beim Ausbruch des Zweiten Weltkriegs zog die Familie in das Dorf Mionnay nahe der Stadt, wo sein Vater das Bistro La Mere Charles eröffnete. Ab 1950 lernte der dreizehnjährige Alain Chapel dort zu kochen. In seinen Wanderjahren ging er zu Jean Vignard in Lyon und zu Fernand Point in Vienne. Dann kehrte Alain Chapel zum Bistro der Familie zurück und entwickelte es zu einem Restaurant weiter.
1967 erhielt das Restaurant seinen ersten Michelin-Stern, 1969 den zweiten. 1970 erweiterte er nach dem Tod seines Vaters das Restaurant um ein Hotel und nannte es Alain Chapel. 1973 erhielt das Restaurant den dritten Michelin-Stern.
Gourmet-Kritiker Craig Claiborne beschrieb 1977 Chapels Gateau de foies blonds als „seinen ultimativen Triumph“ und „eine der absoluten Koch-Berühmtheiten dieser Generation“.  Die drei Michelin-Sterne behielt er zeitlebens. Das Dorf Mionnay wurde zu einem kulinarischen Wahrzeichen in Frankreich. Zu seinen Schülern gehörte unter anderem Michel Roux.
1990 starb Chapel an einem Schlaganfall. Er ließ seine Frau Suzanne und zwei Söhne zurück. Unter Küchenchef Philippe Jousse und dann Chapels Sohn Romain behielt das Restaurant noch bis zur Schließung 2012 zwei Michelin-Sterne.

## Auszeichnungen
- 1967: Ein Michelin-Stern
- 1969: Zwei Michelin-Sterne
- 1973: Drei Michelin-Sterne

## Publikationen
- La cuisine c'est beaucoup plus que des recette. Robert Laffont 2009, ISBN 978-2-221-11411-7.